# شركة مطارات موريتانيا
شركة مطارات موريتانيا (تعرف اختصارات بـ SAM) هي شركة حكومية موريتانية أنشئت بهدف تسيير المطارات في موريتانيا.

## الشركة
تمتلك الحكومة الموريتانية 66% من رأسمال الشركة.

## المشاريع المنجرة
عام 2016 م: افتتاح مطار نواكشوط ام التونسي الدولي.

## إنتقادات
تم انتقاد الموقع الإلكتروني للشركة وذالك لعدم توفره على اللغة العربية، حيث تم تصميمه باللغة الفرنسية فقط.